# Drache Digby
Drache Digby (Originaltitel: Digby Dragon) ist eine britische Animationsserie für Kinder, die seit 2016 produziert wird.

## Handlung
Digby ist ein kleiner, freundlicher Drache, der mit seinen Freunden viele Abenteuer erlebt und so die Welt, in der er lebt, besser kennenlernt.

## Produktion und Veröffentlichung
Die Serie wird seit 2016 im Vereinigten Königreich produziert. Regie führen Adam Shaw und Aditya Guptya. Die Produktion übernahm Blue Zoo Productions.
Erstmals wurde die Serie 4. Juli 2016 auf dem Fernsehsender Nick Jr. UK & Ireland ausgestrahlt. Die deutsche Erstausstrahlung fand am 31. März 2017 auf KiKA statt. Weitere Ausstrahlungen erfolgten ebenfalls im ZDF.

## Episodenliste
| Folgen-Nr. | deutscher Titel            | englischer Titel                | deutsche Erstausstrahlung | Originalausstrahlung |
| 1          | Flugversuche               | Dragon Day                      | 31. März 2017             | 4. Juli 2016         |
| 2          | Die große Überraschung     | Dragon Rock                     | 31. März 2017             | 29. Mai 2016         |
| 3          | Die Seenuss                | Fishing Chips                   | 1. April 2017             | 4. Juli 2016         |
| 4          | Kleiner Riese              | Grumpy’s Little Brother         | 1. April 2017             | 5. Juli 2016         |
| 5          | Eine Maus auf Mission      | Runaway Scottie                 | 2. April 2017             | 4. Juli 2016         |
| 6          | Regenwolken-Zauber         | Every Cloud Has A Grumpy Lining | 2. April 2017             | 15. Juli 2016        |
| 7          | Schmuseschnecken           | The Snail Trail                 | 3. April 2017             | 29. Juli 2016        |
| 8          | Das sprechende Zauberbuch  | A Good Fairy                    | 3. April 2017             |                      |
| 9          | Wer bin ich?               | Digby No Dragon                 | 4. April 2017             | 22. Juli 2016        |
| 10         | Die große Nussjagd         | The Great Nut Hunt              | 4. April 2017             | 15. Juli 2016        |
| 11         | Alles geht schief          | Picture This                    | 5. April 2017             | 29. Juli 2016        |
| 12         | Himmelslichter             | Firework Night                  | 5. April 2017             | 7. Juli 2016         |
| 13         | Das Matschmonster          | Mud Monster                     | 6. April 2017             | 8. Juli 2016         |
| 14         | Die Farbtauschbox          | Stealing Colour                 | 6. April 2017             | 15. August 2016      |
| 15         | Flügel auf Abwegen         | Wings                           | 7. April 2017             | 29. Mai 2016         |
| 16         | Grizel in der Grube        | Mungo’s Rope Trick              | 7. April 2017             | 29. Mai 2016         |
| 17         | Das große Rennen           | The Great Race                  | 8. April 2017             | 7. September 2016    |
| 18         | Doppeltes Spiel            | Double Dragon                   | 8. April 2017             | 8. September 2016    |
| 19         | Das Höhlenmonster          | Monster In The Dark             | 9. April 2017             | 9. September 2016    |
| 20         | Grummels Kiste             | Uphill                          | 9. April 2017             | 16. September 2016   |
| 21         | Verschwindibus             | The Disappearing Spell          | 10. April 2017            |                      |
| 22         | Das Superfahrrad           | Archie’s Superbike              | 10. April 2017            | 23. September 2016   |
| 23         | Verloren im Schnee         | A Snowy Invitation              | 11. April 2017            |                      |
| 24         | Weihnachten in Gefahr      | Applecrossmas                   | 11. April 2017            |                      |
| 25         | Fizzys freches Haustier    | Bristles                        | 12. April 2017            |                      |
| 26         | Zapfenalarm!               | Stickpine                       | 12. April 2017            |                      |
| 27         | Der Einkaufsladen          | Digby’s Store                   | 13. April 2017            |                      |
| 28         | Nüsse im Fass              | The Nut Barrel                  | 13. April 2017            |                      |
| 29         | Mungo lernt fliegen        | Mungo’s Flight School           | 14. April 2017            |                      |
| 30         | Zeit zum Wachsen           | Growing Pains                   | 14. April 2017            |                      |
| 31         | Das verflixte Zaubermittel | Mushrooming Mushrooms           | 15. April 2017            |                      |
| 32         | Der Seil-Kisten-Dieb       | Detective Digby                 | 15. April 2017            |                      |
| 33         | Der Eisenbahn-Club         | Nut Club                        | 16. April 2017            |                      |
| 34         | Unruhige Nächte            | Walking In A Sleepy Slumberland | 16. April 2017            |                      |
| 35         | Es regnet Nüsse            | Nuts About Magic                | 17. April 2017            |                      |
| 36         | Wettrennen im Nebel        | Foggy Fracas                    | 17. April 2017            |                      |
| 37         | Der Schwebezauber          | Dragon Magic                    | 18. April 2017            |                      |
| 38         | Gruselgeschichten          | Home Sweet Home                 | 18. April 2017            |                      |
| 39         | Die Mega-Achterbahn        | Superfast Dragon Coaster        | 19. April 2017            |                      |
| 40         | Meister Flügelschlag       | Wonder Wings                    | 19. April 2017            |                      |
| 41         | Wassernot in Apfelstern    | Not A Drop To Drink             | 20. April 2017            |                      |
| 42         | Der zerbrochene Zauberstab | Fizzy’s Wand                    | 20. April 2017            |                      |
| 43         | Schnappschuss              | Caught On Camera                | 21. April 2017            |                      |
| 44         | Die kürzeste Nacht         | Wide Awake Over                 | 21. April 2017            |                      |
| 45         | Cousin Dougie              | Cousin Dougie                   | 22. April 2017            |                      |
| 46         | Der Wechselstein           | Swapping Stone                  | 22. April 2017            |                      |
| 47         | Grummels Erfindung         | Grumpy’s Great Invention        | 23. April 2017            |                      |
| 48         | Aprilscherze               | Apple Fools Day                 | 23. April 2017            |                      |
| 49         | Die Zauberprüfung          | Spelling Test                   | 24. April 2017            |                      |
| 50         | Das Aufpasserhörnchen      | Safety Squirrel                 | 24. April 2017            |                      |
| 51         | Der Wunschstern            | Star Wishes                     | 25. April 2017            |                      |
| 52         | Das Apfelstern-Turnier     | Applecross Games                | 25. April 2017            |                      |

## Synchronisation
| Rolle             | Originalsprecher | deutscher Sprecher   |
| ----------------- | ---------------- | -------------------- |
| Digby, der Drache | Clark Devlin     | Dirk Petrick         |
| Chips             | Rasmus Hardiker  | Dirk Stollberg       |
| Fizzy Izzy        | Ainsley Howard   | Sarah Alles          |
| Grizel            | Lucy Montgomery  | Daniela Reidies      |
| Mungo             | Mark Heap        | Gunnar Helm          |
| Albert            |                  | Reinhard Scheunemann |
| Arni              |                  | Linus Gorecki        |
| Grummel           |                  | Tobias Lelle         |